# خوان دانيال غاليانو
خوان دانيال غاليانو (بالإسبانية: Juan Galeano)‏ هو لاعب كرة قدم أرجنتيني في مركز الوسط، ولد في 3 يوليو 1989 في بوينس آيرس في الأرجنتين. لعب مع أتلتيكو أتلانتا وسارمينتو دي خونين.

## وصلات خارجية
- خوان دانيال غاليانو على موقع قاعدة بيانات كرة القدم.إي يو (الإنجليزية)
- خوان دانيال غاليانو على موقع Soccerway.com (الإنجليزية)